# سوتلینا (استان بورگاس)
سوتلینا (به بلغاری: Svetlina) یک منطقهٔ مسکونی در بلغارستان است که در استان بورگاس واقع شده‌است.